# Hassane Bandé
Boureima Hassane Bandé (ur. 30 października 1998 w Wagadugu) – burkiński piłkarz grający na pozycji lewoskrzydłowego. Od 2021 jest zawodnikiem klubu Istra 1961, do którego jest wypożyczony z Ajaksu.

## Kariera klubowa
Swoją karierę piłkarską Bandé rozpoczął w klubie Salitas Wagadugu, w którym w sezonie 2014/2015 zadebiutował w burkińskiej pierwszej lidze. W klubie tym grał do końca sezonu 2016/2017.
Latem 2017 Bandé został zawodnikiem belgijskiego KV Mechelen. Swój debiut w nim zaliczył 19 sierpnia 2017 w przegranym 1:2 domowym meczu z Royalem Antwerp FC i w debicie strzelił gola. Na koniec sezonu 2017/2018 spadł z Mechelen do Eerste klasse B.
W czerwcu 2018 Bandé przeszedł za 8 milionów euro do Ajaksu. Od 2019 roku zaczął grać w rezerwach tego klubu, a swój debiut w nich w Eerste divisie zaliczył 21 października 2019 w wygranym 4:0 domowym meczu z Jong FC Utrecht.
W styczniu 2020 Bandé został wypożyczony do szwajcarskiego FC Thun, w którym zadebiutował 2 lutego 2020 w przegranym 0:2 wyjazdowym meczu z Servette FC. W Thun grał przez pół roku.
Na początku 2021 roku Bandé wypożyczono do chorwackiego klubu Istra 1961. Swój debiut w nim zanotował 10 marca 2021 w zwycięskim 3:1 domowym spotkaniu z Lokomotivą Zagrzeb.
| Sezon   | Klub             | Kraj         | Rozgrywki       | Mecze | Gole |
| ------- | ---------------- | ------------ | --------------- | ----- | ---- |
| 2014/15 | Salitas Wagadugu | Burkina Faso | Superdivision   | ?     | ?    |
| 2015/16 | Salitas Wagadugu | Burkina Faso | Superdivision   | ?     | ?    |
| 2016/17 | Salitas Wagadugu | Burkina Faso | Superdivision   | ?     | ?    |
| 2017/18 | KV Mechelen      | Belgia       | Eerste klasse A | 25    | 11   |
| 2018/19 | Jong Ajax        | Holandia     | Eerste divisie  | 0     | 0    |
| 2019/20 | Jong Ajax        | Holandia     | Eerste divisie  | 4     | 0    |
| 2019/20 | FC Thun          | Szwajcaria   | Super League    | 11    | 0    |
| 2020/21 | Jong Ajax        | Holandia     | Eerste divisie  | 4     | 0    |
| 2020/21 | Istra 1961       | Chorwacja    | Prva HNL        | 16    | 1    |

## Kariera reprezentacyjna
W reprezentacji Burkiny Faso Bandé zadebiutował 25 października 2015 w zremisowanym 1:1 meczu Mistrzostw Narodów Afryki 2016 z Nigerią, rozegranym w Wagadugu. W 2022 roku został powołany do kadry na Puchar Narodów Afryki 2021. Wraz z Burkiną Faso zajął 4. miejsce na tym turnieju. Rozegrał na nim 3 mecze: grupowe z Kamerunem (1:2), z Republiką Zielonego Przylądka (1:0) i z Etiopią (1:1).